# Chrysosoma atratum
Chrysosoma atratum är en tvåvingeart som beskrevs av Octave Parent 1935. Chrysosoma atratum ingår i släktet Chrysosoma och familjen styltflugor. Inga underarter finns listade i Catalogue of Life.